# حقوق الإنسان في هايتي
وفقًا لدستور هايتي وقوانينها المكتوبة، فإنها تحقّق وتراعي معظم المعايير الدولية لحقوق الإنسان. ولكن ذلك يختلف عن ممارساتها على أرض الواقع، حيث إنّ سجل الحكومة في مجال حقوق الإنسان ضعيف، كما إن عمليات القتل السياسي، والاختطاف، والتعذيب، والاعتقال غير المشروع، جميعها ممارسات غير رسمية شائعة، وخاصة أثناء فترات الانقلاب أو محاولة الانقلاب.

## نبذة تاريخية
كانت إسبانيا أول دولةٍ استعمرت أرضَ هايتي، وكان ذلك في نهاية القرن الخامس عشر، وقامَ الإسبان بالقضاء على شعوب التاينو الأصليّة من خلال العبودية ومرض الجدري الذي لم يكن لديهم أي مناعة ضدّه. وكان القسيس الإسباني بارتولومي دي لاس كاساس من أوائل المُنادين بمعاملة أكثر إنسانيّة لشعوب التاينو. ورغم أن إنقاذ شعوب التاينو جاء متأخّرًا جدًّا، إلا أن لاس كاساس استطاع إقناع الحكومة الإسبانية بأن التاينو لا يستطيعون تحمّل مثل هذه المعاملة القاسية، وكان لذلك الأثر الجانبي المأساوي لاستيراد العبيد الأفارقة ليحلوا محل عمال التاينو الذين قلّ عددهم.
بدايةً، اعتقد لاس كاساس أن الأفارقة مناسبون للرق والعبوديّة، ولكنه لاحقًا اعترض على استرقاق الأفارقة أيضًا. وكتب في كتابه «تاريخ الهند» في عام 1527م: «سرعان ما ندمت وحكمت على نفسي مذنبًا بالجهل. أدركتُ أن عبودية السود كانت ظالمة كالعبودية الهندية... ولم أكن متأكدًّا من أن جهلي وإيماني سيؤمنانني في أعين الله».
وفي عام 1697، تنازلت إسبانيا رسميًّا لفرنسا عن الجزء الذي تسيطر عليه من جزيرة هيسبانيولا، والذي أصبح فيما بعد هايتي، وتم تسميه هذا الجزء بسانت دومينغو، وأصبح المستعمرة الفرنسيّة الأكثر ربحًا، ولكن العبودية والرقّ فيه كان وحشيًا وقاسيًا وصارمًا، حيث كان يتم استبدال وتغيير العبيد بشكل كاملٍ فيه بسبب موتهم كلّ 20 عامًا. ووفقًا للمؤرخ لوران دوبو، فإن ما نسبته 5 إلى 10٪ من العبيد كانوا يموتون كل عام بسبب إجهاد العمل والمرض، وهو معدل يفوق معدل الإنجاب. ويتم استبدال الموتى بعبيد جدد من أفريقيا.
في عام 1791، بدأ ما كان سيعرُف لاحقًا بثورة هايتي، أو بثورة العبيد في الغالب، فقد فاز أهل هايتي في النهاية، واستطاعوا نيل حريتهم واستقلالهم عن فرنسا في عام 1804.
وفي عام 1825م، هدد ملك فرنسا تشارلز العاشر بغزو هايتي ما لم تسدد دين الاستقلال وقيمته 150 مليون فرنك فرنسي، وذلك لرد تعويضات لفرنسا عن خسارة عبيدها وأراضيها. ثمّ خُفضت الديون بعد ذلك إلى 90 مليون فرنك فرنسي، ولكن هايتي لم تسدد هذا الدين الذي اعتبره الكثيرون دينًا غير أخلاقي وغير قانوني حتى عام 1947. ولسّد هذا الدين، تعيّن على هايتي الاقتراضُ من البنوك الفرنسية ودفع الفوائد عليها.
قال المؤرخ الهايتيّ لوران دوبو: «إننا نتحدث عن 200 سنة من دورة الديون التي مرت بها هايتي والتي لها بالطبع آثار مدمرة على قدرة الدولة داخل البلاد».
فالفقر والعوز في البلد جعلها عرضة على مر تاريخها لانعدام الاستقرار السياسي ولانتهاكات حقوق الإنسان من جانب مسؤولي الدولة الهايتية وكذلك التدخلات الأجنبية.
وفي عام 1915، وفي أعقاب انقلاب أدى إلى مقتل الرئيس الهايتي فيبرون غيوم سام، حضرت قواتٌ من البحارة والمارينز من الولايات المتحدة لحماية المصالح الأمريكية في البلاد. واستمرّ الاحتلال حتى عام 1934م، وبحسب مكتبة قسم سلاح البحرية «أنه عقب استعادة النظام، تم إبرام معاهدة تنص على سيطرة الولايات المتحدة على المالية والجمارك والشرطة والأشغال العامة والصرف الصحي والخدمات الطبية مع الحكومة الهايتية الموكلة».
وخلال الاحتلال، تم بناء الطرق وغيرها من مشاريع الأشغال العامة من قبل الفلاحين الهايتيين الذين أجبروا على العمل بدون أجر.
وفي عام 1916، أنشأ الجيش الأمريكي وأطلق جيشًا خاصًّا بهايتي. بدءًا بحروب كاكو، وأثناء الاحتلال الأمريكي، وحتى التسعينيات، تورّط الجيش الهايتيّ في عدد من انتهاكات حقوق الإنسان ضد الشعب الهايتي. فعلى سبيل المثال، في أعقاب انقلاب عسكري في عام 1991 أطاح بالرئيس المنتخب ديمقراطيًّا جان برتراند أريستيد، اتُّهم الجيش الهايتي بقتل ما يقدر بثلاثة آلاف شخص في غضون ثلاث سنوات، وقام أريستيد بحل الجيش بعد عودته إلى الرئاسة.

## فترة دوفالييه
في عام 1957م، أصبح فرانسوا دوفالييه، والمعروف أيضا باسم «بابا دوك»، رئيسًا لهايتي، ما أدى إلى فترةٍ حدث فيها عددٌ من انتهاكات حقوق الإنسان لا تزال البلد تتعافى منها، حيث قتل ما يقدر بثلاثين إلى ستين ألف شخص في هايتي خلال 30 عامًا كانت هايتي فيها تحت حكم دوفالييه وابنه وحفيده جان كلود دوفالييه، والمعروف أيضا باسم «بيبي دوك».
في عام 1959م، شكل فرانسوا دوفالييه قوة شبه عسكرية عُرفت باسم تونتون ماكوت، حيث سميّت على اسم شخصية هايتيّة أسطورية اختطفت الأطفال وحملتهم في حقيبة وأكلتهم على وجبة الإفطار. وقد أذن دوفالييه لأكثر من 10 آلاف من قوات تونتون ماكوت منظمة في 500 قسم في جميع أنحاء البلاد، للحفاظ على السيطرة الكاملة على السكان. واستمرت قوات تونتون ماكوت بإرهاب السكّان علنًا حتى تمّ حلّهم رسميًّا بعد طرد جان كلود دوفالييه من الرئاسة ونفيه عام 1986م.

## القانون والنظام
تعرف حكومة هايتي بأنها تدير نظامَ عدالةٍ يتسم بالبطء وعدم الكفاءة والفساد. فمزاعم التعذيب والاختطاف شائعة، كما أن عدد المواطنين الهايتيين المسجونين من دون محاكمة كبير.
كما تتعرّض حصانة المحامين إلى تهديد مستمر، وفي فترة نظام دوفالييه، تعرّض المحامون للترهيب من الدفاع عن موكليهم عن طريق الضغط والعنف. وفي الواقع، كانت محاكم العدل يديرها القضاة الذين عينهم دوفالييه وكانوا يفتقرون إلى الاستقلال لإصدار أحكام بشأن الانتهاكات المرتكبة ضد حقوق الإنسان. وحتى هذا اليوم، ما تزال حصانة المحامين غير موجودة في هايتي، وذلك يتضح من خلال الاعتقال غير الدستوري دون أمر قضائي للمدافع عن حقوق الإنسان أوسنر فيفوفيفي عام 2009، واعتقال أندريه ميشيل، وهو محام ينتقد الحكومة في عام 2013م.

## الحبس الاحتياطيّ لفترة طويلة
وعلى الرغم من أن الدستور ينص على استقلال السلطة القضائية والحق في محاكمة عادلة، إلا أن الاحتجاز لوقت طويلٍ قبل المحاكمة كان مشكلة خطيرة. ولأن نظام المحاكم وسجلاتها رديئة التنظيم، فمن المستحيل تحديد النسبة المئوية الدقيقة للسجناء المحتجزين دون محاكمة. وقدّرت دراسة أجراها المركز الدولي لدراسات السجون، بالاشتراك مع جامعة إيسيكس، أنه في عام 2013 لم يحاكم ما يقرب من 71 في المئة من 9921 سجينًا في هايتي بعد، ووفقًا للمركز، فإن هذه النسبة في غالبية بلدان العالم تترواح ما بين 10 و 40 في المئة من هؤلاء السجناء وتقدر نسبة هايتي بـ 71 بالمئة من أعلى المعدلات في العالم.

## حرية التعبير
يكفل الدستور حرية التعبير والصحافة، واحترمت الحكومة هذه الحقوق عمومًا. ولكن العديد من الصحافيين يمارسون قدراً من الرقابة الذاتية من أجل حماية أنفسهم من العقاب. وخلال فترة رئاسة أريستيد الثانية (2000-2004)، ذكرت بعض التقارير أن أفرادًا من الصحافة قتلوا لدعم حركات المعارضة.
لا تفرض الحكومة الرقابة على الإذاعة والتلفزيون والإنترنت. ولأن المظاهرات تتحول في كثير من الأحيان إلى أعمال عنف، فإن قوات الأمن كثيرًا ما تتجاهل حق التمجهر والتجمّع والتنظيم الذي ينص عليه الدستور. واحترمت الحكومة الهايتية عمومًا الحرية الدينية في البلد.

## الجنس، والعرق، واللغة
لا يتضمن دستور هايتي ما يحظر التمييز على أساس العرق أو الجنس أو اللغة أو السن أو الإعاقة. وعلى الرغم من وجود بعض المعايير لحماية المرأة، لا تتوفر سوى إمكانيات قليلة لضمان تنفيذ ذلك. كما أن الانتهاكات ضد النساء والأطفال شائعة، فالاغتصاب مثلًا وإن كان غير قانوني، فإنه نادرًا ما يؤدي إلى محاكمة الجاني. ويبرر القانون الهايتي (المادة 269) الزوج بقتل زوجته إذا قامت بالزنا، والزوجات لا يتمتعن بنفس الحق.
تضم حكومة هايتي وزارة لشؤون المرأة، ولكنها تفتقر أيضًا إلى الإمكانيات اللازمة لمعالجة قضايا مثل العنف ضد المرأة والتحرش في مكان العمل.

## الأطفال
وبالإضافة إلى معاناة الكثير من أطفال هايتي من سوء التغذية المزمن وانعدام فرص التعليم، فإنهم يعانون أيضًا من الإيذاء الجسديّ. وفي عام 2004، أفادت وزارة العمل والشؤون الاجتماعية بأن الخط الساخن الخاص بها تلقى أكثر من 700 مكالمة من الأطفال الذين يبلغون عن إساءة المعاملة. كما أن الإتجار بالأطفال مشكلة كبيرة. وتشير تقديرات اليونيسف إلى أن ما يتراوح بين ألفين وثلاثة آلاف طفل هايتيّ يتم الإتجار بهم سنويًّا في الجمهورية الدومينيكية.